# Ryūichi Sugiyama
Ryūichi Sugiyama (杉山 隆一?, Sugiyama Ryūichi; Shizuoka, 4 luglio 1941) è un ex calciatore giapponese, di ruolo attaccante.

## Carriera
Ha giocato per 11 anni con la squadra del Mitsubishi Motors, l'attuale Urawa Red Diamonds. Con la nazionale ha partecipato alle Olimpiadi 1964 e a quelle del 1968 vincendo, nella seconda edizione, la medaglia di bronzo.

## Statistiche

### Presenze e reti nei club
| Stagione | Squadra       | Campionato | Campionato | Campionato |
| Stagione | Squadra       | Comp       | Pres       | Reti       |
| -------- | ------------- | ---------- | ---------- | ---------- |
| 1966     | Mitsubishi HI | JSL        | 14         | 11         |
| 1967     | Mitsubishi HI | JSL        | 14         | 8          |
| 1968     | Mitsubishi HI | JSL        | 14         | 4          |
| 1969     | Mitsubishi HI | JSL        | 14         | 1          |
| 1970     | Mitsubishi HI | JSL        | 13         | 4          |
| 1971     | Mitsubishi HI | JSL        | 14         | 4          |
| 1972     | Mitsubishi HI | JSL1       | 14         | 3          |
| 1973     | Mitsubishi HI | JSL1       | 18         | 6          |
|          | Totale        |            | 115        | 41         |

## Palmarès

### Giocatore

#### Nazionale
- Bronzo olimpico: 1

Città del Messico 1968

#### Individuale
- Miglior giocatore giapponese dell'anno: 3

1964, 1969, 1973